# Liebe Sünde
Die Fernsehsendung liebe sünde wurde von 1993 bis 2000 wöchentlich zunächst vom Sender VOX, danach auf ProSieben ausgestrahlt. Die Sendung wurde nacheinander von Matthias Frings, Andrea Thilo und Mo Asumang moderiert und behandelte fast ausschließlich Themen der Sexualität.
Das Format wurde am 28. Januar 1993 erstmals auf dem damals neuen Sender VOX ausgestrahlt. Dieser war zunächst mit dem Ziel angetreten, im Informationsbereich den öffentlich-rechtlichen Sendern Konkurrenz zu machen und Sendeformate zu entwickeln, die sich durch ein ungewöhnlich hohes Niveau auszeichnen. Mit dem Themenschwerpunkt Sexualität deckte der Sender einen Bereich ab, der von den öffentlich-rechtlichen Sendern bis zu diesem Zeitpunkt weitestgehend vernachlässigt worden war. Das Konzept eines Informationskanals auf hohem Niveau scheiterte unter anderem aus Kostengründen, VOX ging an die Bertelsmann-/RTL-Gruppe, und die Produktion liebe sünde wechselte zu ProSieben, wo sie ab dem 6. Juli 1994 ausgestrahlt wurde. Unter der neuen Führung entwickelte VOX ein Nachfolgeprogramm namens Wa(h)re Liebe.
Matthias Frings war der erste Produzent und Moderator von liebe sünde und wechselte ebenfalls zu ProSieben, wo er die Erotiksendung noch bis 1995 moderierte. Ihm folgten Andrea Thilo und ab 1997 Mo Asumang. Als nachfolgende Produzentinnen wurden 1995 Alexandra Montag und Beate Wolgast aufgeführt.
Ab dem 3. Juni 1999 erschien das Format in einer neuen Aufmachung. Ende des Jahres 2000 stellte ProSieben das Format ein.
Produziert wurde liebe sünde ursprünglich in Köln von der dort ansässigen Produktionsfirma mea culpa. Nach dem Umzug mea culpas nach Berlin erwarb Ende 1998 Brainpool alle Anteile an mea culpa und führte die Produktion fort. Die ursprünglichen mea culpa-Gesellschafter, darunter auch Matthias Frings, schieden mit dem Eigentümerwechsel aus dem Unternehmen aus.

## Typische Themen
- Berichte über Nachtclubs, Swinger-Clubs, Erotikmessen
- Reportagen vom Dreh pornografischer Filme, Interviews mit den Darstellern
- Stellungen beim Sex, u. a. eine wöchentliche Kamasutra-Reihe.
- BDSM
- sexueller Fetischismus
- Rubrik: „Das erste Mal“

## Erwähnenswertes
- 1998 erschien unter Lizenz ein Printmagazin gleichen Namens. Es wurde nach kurzer Zeit wieder eingestellt.
- Anfang 1995 beanstandete die schleswig-holsteinische Landesmedienanstalt einen am 16. November 1994 gesendeten Beitrag über SM-Callboys. Sie stellte fest, dass der Beitrag die Jugendschutzbestimmungen verletzt habe und seine Ausstrahlung erst nach 23 Uhr zulässig gewesen wäre.[3]
- Till Lindemann, Lead-Sänger der Band Rammstein als auch Bandmitglied Richard Kruspe traten dort mit ihrem freizügigen sexuellen Umgang mit Fans als bekannte öffentliche Personen erstmals in Erscheinung[4] wenngleich als TV-Beitrag nachgestellt und schauspielerisch gespielt
- ProSieben stellte der Sendung einen Onlineauftritt namens liebe sünde online zur Seite.